# Бенкендорф, Андрей Александрович (кинорежиссёр)
Андре́й Алекса́ндрович Бенкендо́рф (13 марта 1946, Москва — 24 февраля 2012, Киев) — советский, российский и украинский кинорежиссёр, сценарист и продюсер, Заслуженный деятель искусств Украины (2007).

## Биография
Родился 13 марта 1946 года в городе Москве.
Режиссёр-постановщик художественных фильмов «Поездка через город», «Капель», «Благие намерения», «Работа над ошибками», «Балаган», «Снайпер», «Несколько любовных историй», «Хиппиниада или материк любви», телевизионных сериалов «Бандитский Петербург-4. Арестант», «Бандитский Петербург-5. Опер», «Бандитский Петербург-6. Журналист», «Наваждение Святого Патрика», «Европейский конвой», «Банкирши».
В 1963—1970 работал на Киевском телевидении механиком по обслуживанию звукотехники, оператором.
Окончил кинофакультет Киевского театрального института им. Карпенко-Карого (1977, мастерская Т. Левчука).
Режиссёр киностудии им. А. Довженко (Киев).
Генеральный продюсер коммунального средства массовой информации КГГА «ТРК „Киев“» (2008—2009).
Умер 24 февраля 2012 года в Киеве на 66-м году жизни. Похоронен на Байковом кладбище в Киеве.

### Семья
Мать — Эльвира Бенкендорф (Озёрная). Родилась 25 мая 1921 года. Начинала актрисой в киевском театре им. Ивана Франко, позже работала в Москве на Центральном Телевидении. С 1970 до середины 1970-х годов Эльвира Александровна была редактором телевизионного «Голубого огонька». Скончалась в 2006 году  Архивная копия от 19 сентября 2020 на Wayback Machine.
Жена — Полина Ридная. Родилась 27 ноября 1944 года. Закончила всероссийскую творческую мастерскую в Москве. С 1966 года работала на центральном украинском телевидении выпускающим режиссёром. С 2000 года — на пенсии.
Сын — Егор Бенкендорф родился в Киеве, 14 февраля 1974. Продюсер, директор компании «Inter Media Production», директор студии документальных проектов «07 Продакшн» и студии развлекательных и социальных программ «Пират Продакшн».

## Фильмография

### Режиссёрские работы
- 1965 — Утро следующего дня
- 1979 — Мой генерал (ТВ)
- 1979 — Поездка через город
- 1981 — Капель
- 1984 — Благие намерения
- 1986 — 1987 — К расследованию приступить
- 1988 — Работа над ошибками
- 1990 — Балаган
- 1991 — Снайпер
- 1992 — Диссоната
- 1994 — Несколько любовных историй
- 1997 — Хиппиниада, или Материк любви
- 2003 — Бандитский Петербург. Фильм 4. Арестант (сериал)
- 2003 — Бандитский Петербург. Фильм 5. Опер (сериал)
- 2003 — Бандитский Петербург. Фильм 6. Журналист (сериал)
- 2003 — Европейский конвой (сериал)
- 2004 — Легенда о Тампуке
- 2005 — Банкирши (8 серий, телесериал)
- 2006 — Бомж (2 серии, телесериал)
- 2006 — Тайна «Святого Патрика» (8 серий, телесериал)
- 2007 — Ёлка, кролик, попугай
- 2007 — Отчим (2 серии, телесериал)
- 2007 — Старики-полковники (2 серии, телесериал)
- 2007 — Узел судьбы
- 2008 — Исповедь Дон Жуана

### Сценарии
- 1994 — Несколько любовных историй
- 1997 — Хиппиниада, или Материк любви
- 2003 — Бандитский Петербург. Фильм 5. Опер (5 серий)
- 2003 — Бандитский Петербург. Фильм 6. Журналист (телесериал)
- 2008 — Исповедь Дон Жуана

## Призы и награды
- Лауреат Всесоюзного кинофестиваля в номинации «Призы среди детских фильмов» за 1985 год.
- XI Бердянский Международный кинофестиваль: «За вклад в развитие украинского телеискусства» — режиссёр к/ф «Исповедь Дон Жуана»(Украина).